# Lista szkół w Zamościu

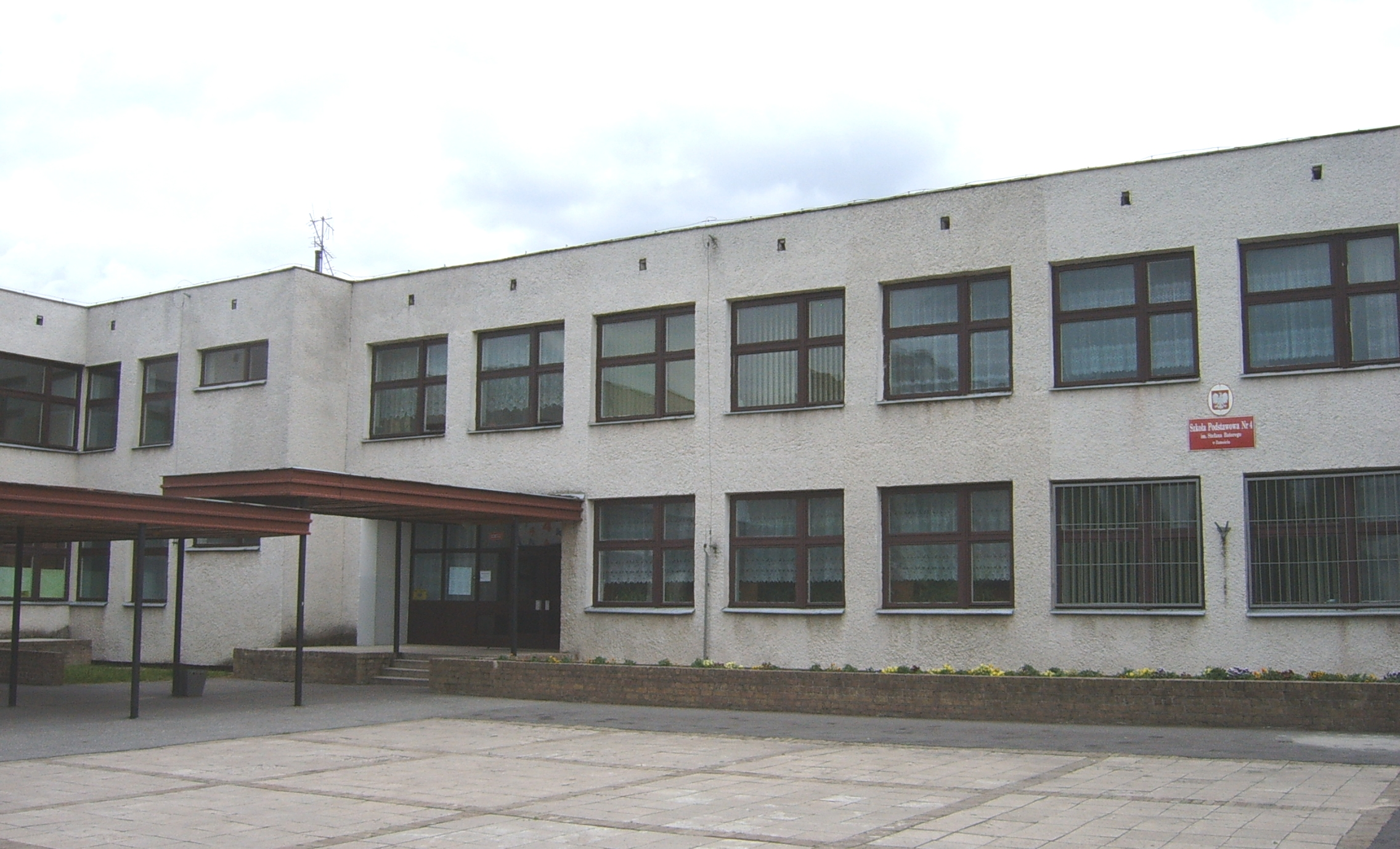
Szkoła Podstawowa nr 4 im. Stefana Batorego

Lista szkół znajdujących się w Zamościu:

## Szkoły podstawowe
| szkoła                                                            | patron                     | data utworzenia | rodzaj szkoły       | adres                                    |
| ----------------------------------------------------------------- | -------------------------- | --------------- | ------------------- | ---------------------------------------- |
| Szkoła Podstawowa nr 2                                            | im. Henryka Sienkiewicza   | 1916-09-01      | szkoła publiczna    | ul. Lwowska 15                           |
| Szkoła Podstawowa nr 3                                            | im. Elizy Orzeszkowej      | 1917-11-01      | szkoła publiczna    | ul. Elizy Orzeszkowej 43                 |
| Szkoła Podstawowa nr 4                                            | im. Stefana Batorego       | 1988-08-01      | szkoła publiczna    | ul. Jana Zamoyskiego 4                   |
| Szkoła Podstawowa nr 6                                            | im. Szymona Szymonowica    | 1929-08-20      | szkoła publiczna    | ul. Orla 5                               |
| Szkoła Podstawowa nr 7 z Oddziałami Integracyjnymi                | im. Adama Mickiewicza      | 1946            | szkoła publiczna    | ul. Henryka Sienkiewicza 5               |
| Szkoła Podstawowa nr 8                                            | im. Orląt Lwowskich        | 1961-11-30      | szkoła publiczna    | ul. Bolesława Prusa 10                   |
| Szkoła Podstawowa nr 9                                            | im. Tadeusza Kościuszki    | 1963-07-20      | szkoła publiczna    | ul. Kalinowa 5a                          |
| Szkoła Podstawowa nr 10 z Oddziałami Integracyjnymi               | im. Walerego Łukasińskiego | 1970-09-09      | szkoła publiczna    | ul. Peowiaków 30a                        |
| Szkoła Podstawowa nr 11 w Specjalnym Ośrodku Szkolno-Wychowawczym | –                          | ?               | szkoła publiczna    | ul. Śląska 45a                           |
| I Społeczna Szkoła Podstawowa                                     | im. Unii Europejskiej      | 1992-05-14      | szkoła niepubliczna | ul. Koszary 9                            |
| Katolicka Szkoła Podstawowa                                       | im. św. Ojca Pio           | 2005-09-01      | szkoła publiczna    | ul. gen. broni Władysława Sikorskiego 11 |
| Dwujęzyczna Szkoła Podstawowa "Smart School" z Przedszkolem       |                            | 2011            | szkoła niepubliczna | ul. Józefa Poniatowskiego 4              |

## Szkoły ponadpodstawowe

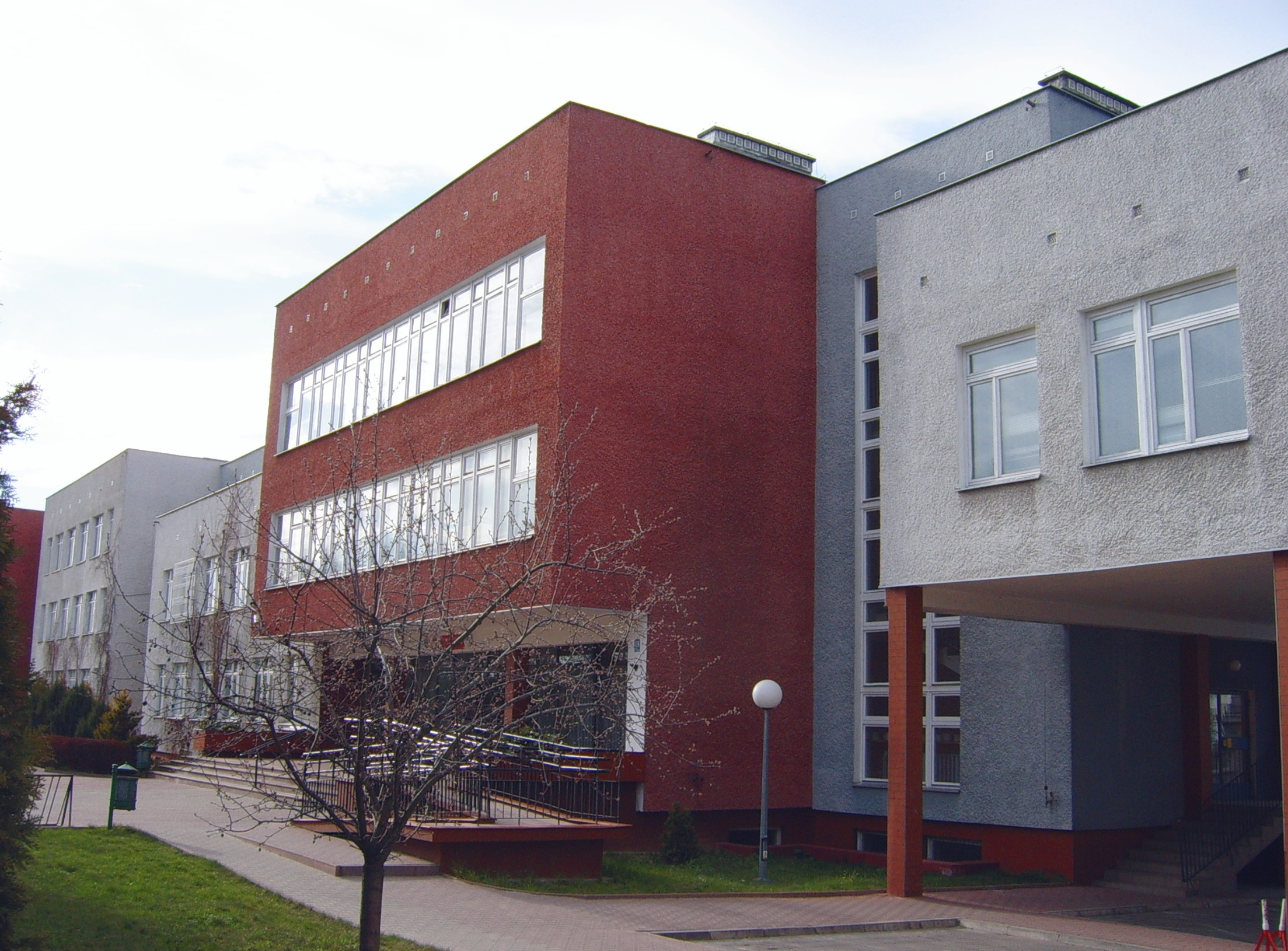
III Liceum Ogólnokształcące im. Cypriana Kamila Norwida

### Licea
- publiczne:
  - I Liceum Ogólnokształcące im. Jana Zamoyskiego
  - II Liceum Ogólnokształcące im. Marii Konopnickiej
  - III Liceum Ogólnokształcące im. Cypriana Kamila Norwida
  - IV Liceum Ogólnokształcące (w Zespole Szkół Ponadpodstawowych nr 3)
  - V Liceum Ogólnokształcące (w Zespole Szkół Ponadpodstawowych nr 4)
  - VII Liceum Ogólnokształcące (w Zespole Szkół Ponadpodstawowych nr 5)
  - Liceum Ogólnokształcące w Centrum Kształcenia Zawodowego i Ustawicznego

- niepubliczne:
  - Społeczne Liceum Ogólnokształcące im. Unii Europejskiej
  - Prywatne Liceum Ogólnokształcące
  - Liceum Ogólnokształcące-Centrum Szkół Mundurowych
  - Liceum Ogólnokształcące Zakładu Doskonalenia Zawodowego

### Technika i szkoły zawodowe/branżowe
- publiczne:

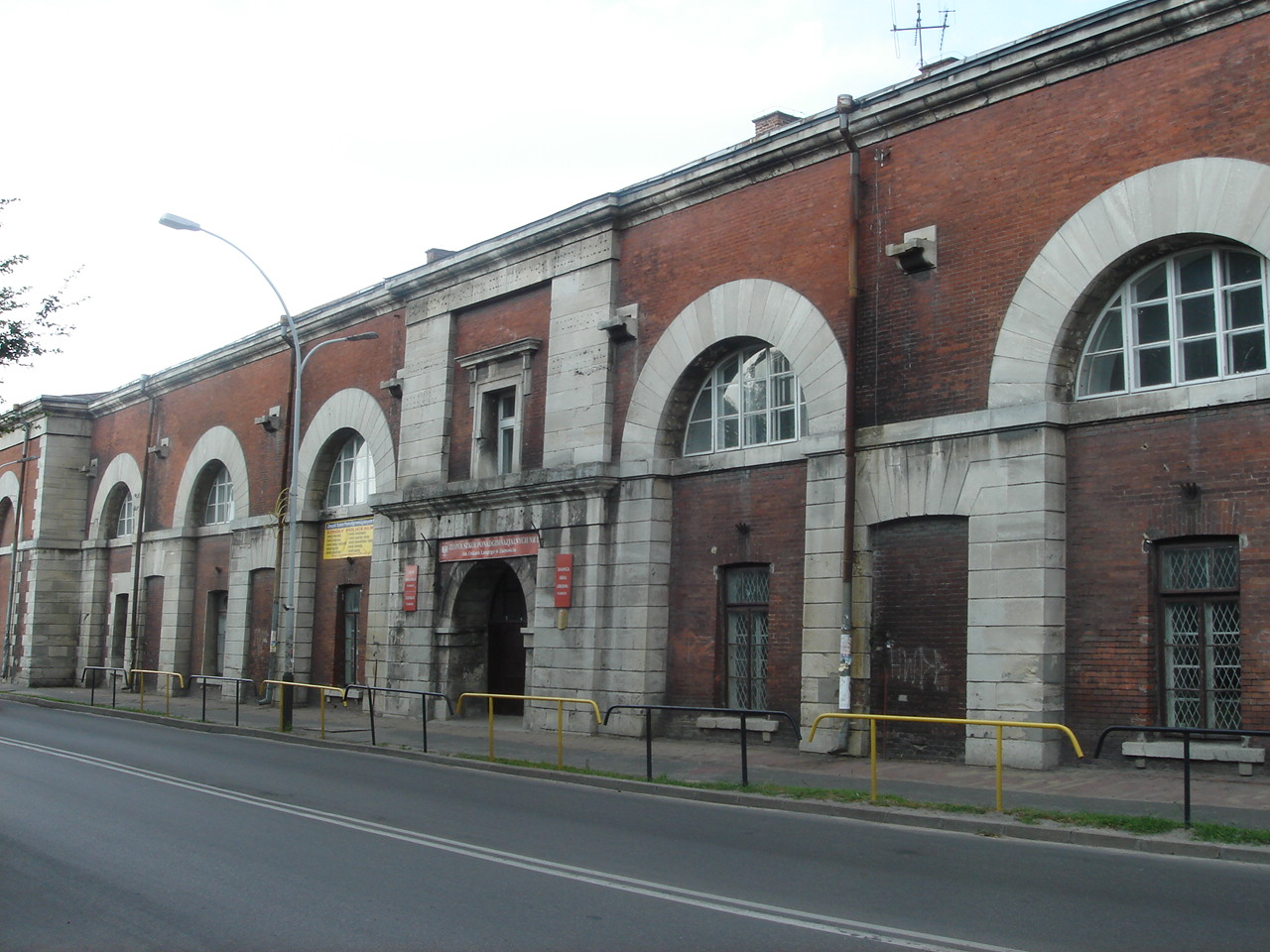
Zespół Szkół Ponadpodstawowych nr 1

  - Zespół Szkół Ponadpodstawowych nr 1[11] ("ekonomik")
    - technikum: ekonomiczne, handlowe, hotelarstwa, informatyczne, logistyczne, usług fryzjerskich, obsługi turystycznej

  - Zespół Szkół Ponadpodstawowych nr 2 im. Tadeusza Kościuszki ("mechanik")
    - technikum: mechaniczne, gastronomiczne, hotelarstwa

  - Zespół Szkół Ponadpodstawowych nr 3 im. Armii Krajowej ("elektryk")
    - technikum: elektroniczne, elektryczne, informatyczne, telekomunikacji

  - Zespół Szkół Ponadpodstawowych nr 4 im. Dzieci Zamojszczyzny ("budowlanka")
    - technikum: budowlane, geodezyjne, informatyczne, ochrony środowiska.

  - Zespół Szkół Ponadpodstawowych nr 5 im. Józefa Piłsudskiego ("rolniczak")
    - technikum z klasami o profilu architektury krajobrazu, żywienia i usług gastronomicznych, rolniczym, mechanizacji rolnictwa, weterynarii
    - liceum z klasami o profilu policyjnym i wojskowym

  - Centrum Kształcenia Zawodowego i Ustawicznego (technikum)
  - Centrum Kształcenia Praktycznego (szkoła zawodowa)

- niepubliczne:
  - Branżowa Szkoła Rzemiosł Różnych I stopnia
  - Rzemieślnicza Branżowa Szkoła I stopnia
  - Technikum - Centrum Szkół Technicznych
  - Technikum "Lider"
  - Technikum Zakładu Doskonalenia Zawodowego

## Szkoły policealne
- Centrum Kształcenia Zawodowego i Ustawicznego
- Medyczne Studium Zawodowe
- Zakład Doskonalenia Zawodowego

## Szkoły wyższe

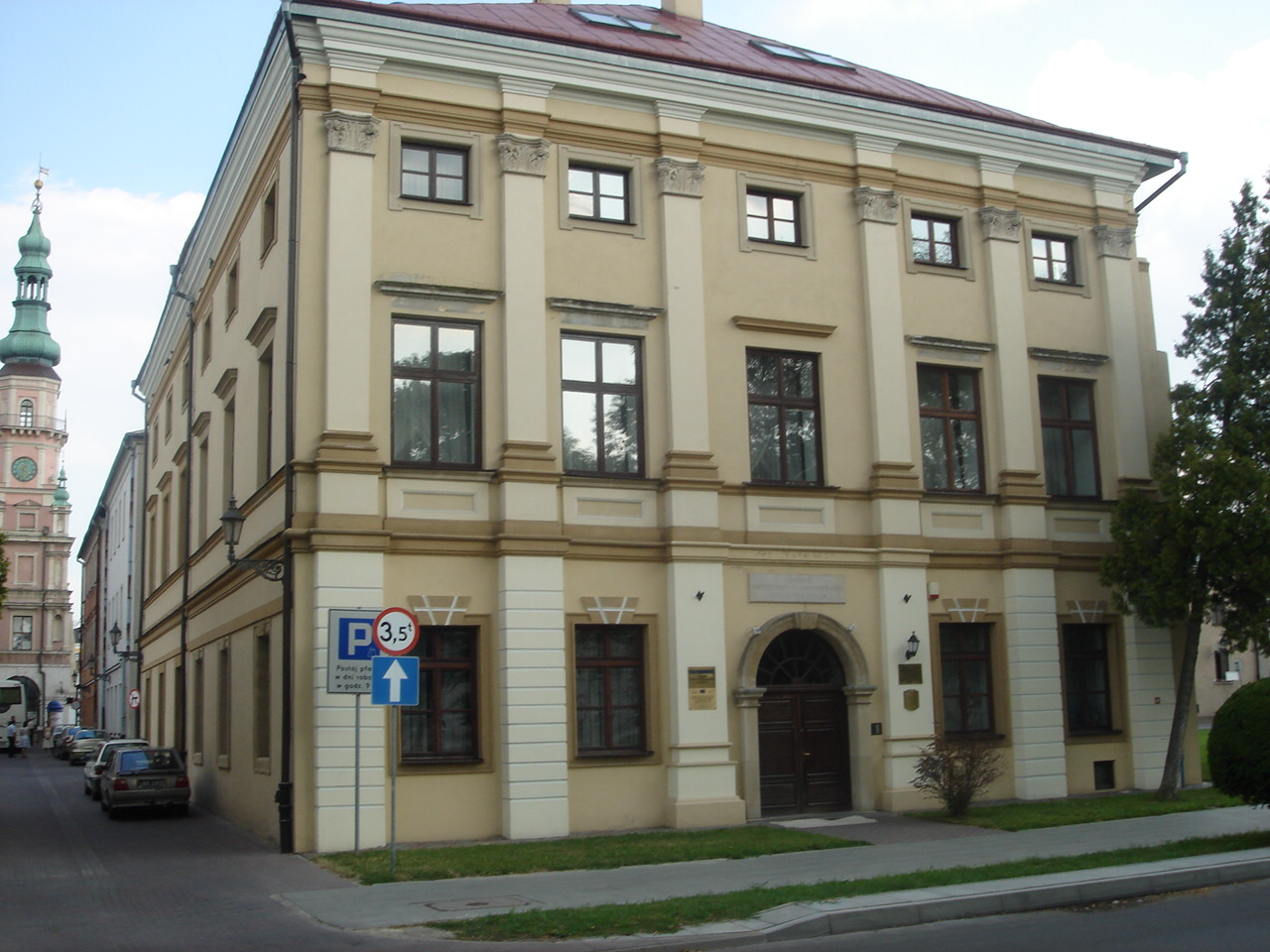
Wyższa Szkoła Zarządzania i Administracji

- Uczelnia Państwowa im. Szymona Szymonowica w Zamościu
- Wyższa Szkoła Humanistyczno-Ekonomiczna im. Jana Zamoyskiego z siedzibą w Zamościu
- Wyższa Szkoła Zarządzania i Administracji w Zamościu

## Szkoły artystyczne
- Liceum Plastyczne im. Bernardo Morando
- Państwowa Szkoła Muzyczna I i II stopnia im. Karola Szymanowskiego

## Dawne szkoły

### Gimnazja (do 2019 r.)
- publiczne:

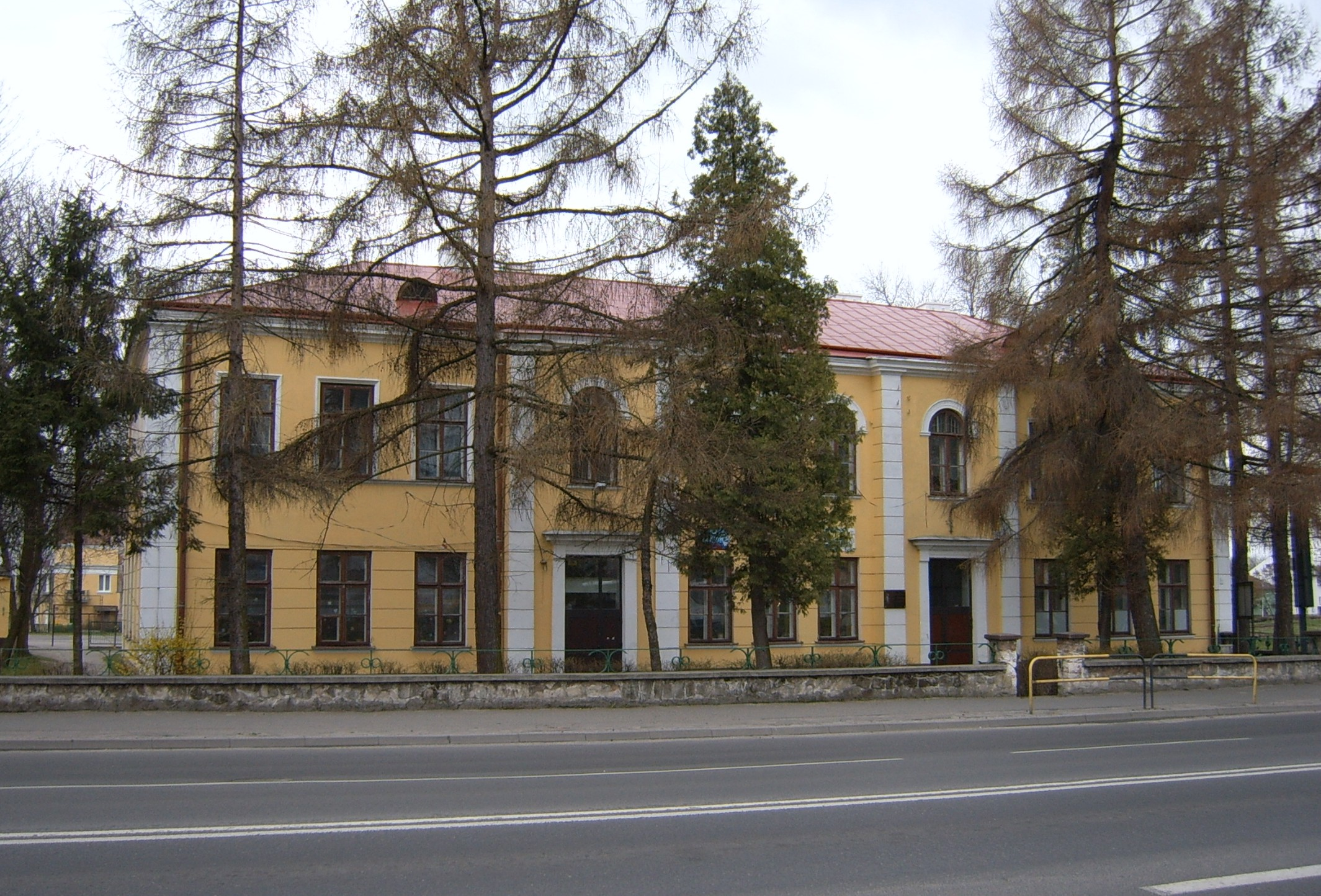
Centrum Kształcenia Zawodowego i Ustawicznego, do niedawna siedziba Gimnazjum nr 1 im. A. Mickiewicza

  - Gimnazjum nr 1 im. Adama Mickiewicza (Zespół Szkół nr 2)
  - Gimnazjum nr 2 im. XVI Ordynata Jana Zamoyskiego
  - Gimnazjum nr 3 im. Jana Pawła II (Zespół Szkół nr 3)
  - Gimnazjum nr 4 im. Kard. Stefana Wyszyńskiego (Zespół Szkół nr 4)
  - Gimnazjum nr 5 im. Sybiraków (Zespół Szkół nr 5)
  - Gimnazjum nr 6 im. Królowej Św. Jadwigi (Zespół Szkół nr 6)
  - Gimnazjum nr 7 z Oddziałami Integracyjnymi im. Polskich Noblistów (Zespół Szkół nr 1)
  - Katolickie Gimnazjum im. św. Ojca Pio (Zespół Szkół Katolickich w Zamościu)
  - Gimnazjum w Specjalnym Ośrodku Szkolno-Wychowawczym
  - Gimnazjum dla Młodzieży
  - Gimnazjum w Centrum Kształcenia Zawodowego i Ustawicznego (dla dorosłych)

- niepubliczne:
  - Społeczne Gimnazjum im. Unii Europejskiej

### Szkoły wyższe
- Wydział Nauk Rolniczych w Zamościu Uniwersytetu Przyrodniczego w Lublinie (do 2015 r.)
- Nauczycielskie Kolegium Języków Obcych w Zamościu (do 2014 r.)